# Bruinrode wespenorchis
De bruinrode wespenorchis (Epipactis atrorubens) is een orchidee. De plant is in Nederland wettelijk beschermd en staat op de Nederlandse Rode lijst van planten als zeer zeldzaam en matig afgenomen. De plant komt in Nederland voor in Zuid-Limburg, in de omgeving van Amsterdam en op Voorne.

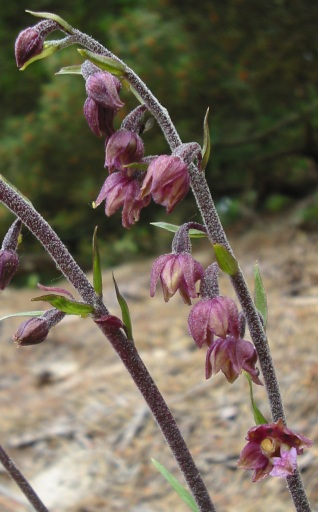

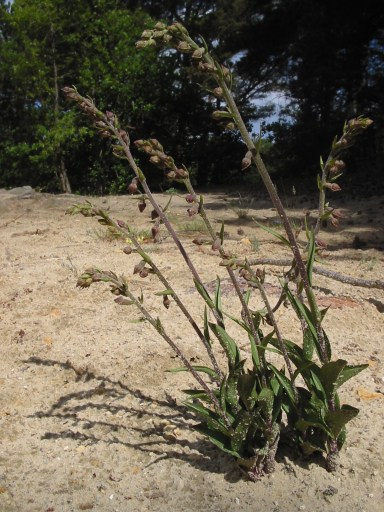
Plant in Frankrijk

De plant wordt 25-60 cm hoog en bloeit van juni tot juli met naar vanille geurende paars-rode bloemen. Het bovenste lid van de stengel is vaak langer dan de onderste leden. Het vruchtbeginsel is dicht bezet met bruinrode haartjes.
De bruinrode wespenorchis komt op matig vochtige, kalkhoudende gronden tussen het gras voor en groeit op zonnige plaatsen of in lichte schaduw.